# 佛统
佛统（Nakhon Pathom）音译那坤巴统，是泰国中部的一座城市，佛统府首府。在曼谷以西58公里。附近盛产稻米、玉米、甘蔗、水果、花卉等，为农产品贸易中心，商业发达。传公元前243年印度孔雀王朝阿育王派遣僧侣来此传教，并建立佛塔，此后该地一直是泰国佛教活动中心。佛塔经历代修缮与扩建，现高127米，为世界上最高的佛塔。佛统还拥有泰国唯一一座比丘尼寺庙。泰国著名学府诗巴功大学在佛统的沙南曾行宫拥有一个分校。